# Ewerby and Evedon
Ewerby and Evedon est une paroisse civile du Lincolnshire, en Angleterre.